# Ambohimanga
Królewskie Wzgórze Ambohimanga – stanowisko archeologiczne na Madagaskarze, położone na terenie gminy Ambohimanga Rova w prowincji Antananarywa, wpisane na listę światowego dziedzictwa UNESCO. Kompleks zawiera zarówno obiekty powiązane z przedkolonialnymi władcami Madagaskaru, jak również miejsca pochówku i związane z kultem religijnym. Zdaniem UNESCO, zajmuje ważne miejsce w świadomości Malgaszy od ok. 500 lat i stanowi najważniejszy symbol ich tożsamości kulturowej. Ponadto zawiera materialne pozostałości związane ze strukturą społeczną i polityczną Madagaskaru od co najmniej XV wieku.